# Aixamfranat

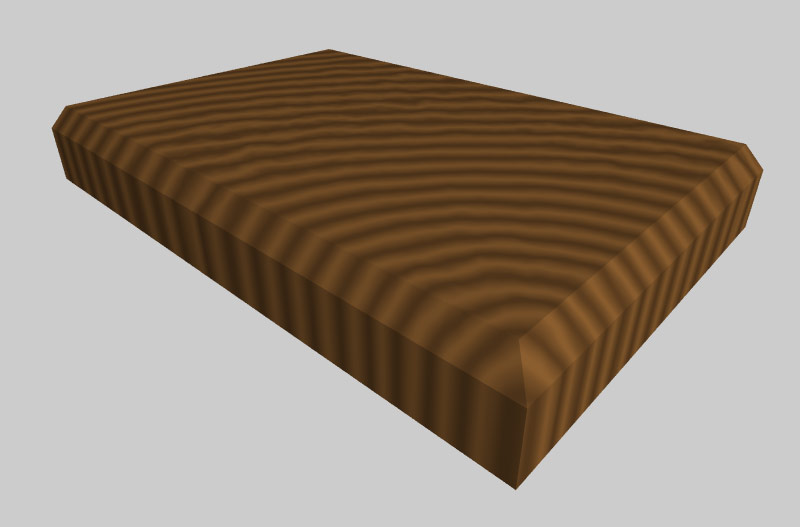
Arestes de poliedre de fusta aixamfranades.

L'aixamfranament o xamfranament o escapçament de caires, és una operació mitjançant la qual es fa un xamfrà, és a dir, un tall o rebaix en una aresta d'un cos sòlid.
El mot xamfrà ve del francès 'chanfrein' (de 'chant freint', cantell trencat).
En fusteria hom parla de bisellament o bisellatge. Tals xamfrans es poden fer a les arestes exteriors, per exemple en els extrems d'un eix, o en arestes interiors, com les entrades de forats.
Si es realitza un xamfrà en la intersecció de dos plans, s'obté una nova cara plana i dues arestes rectilínies menys agudes que la inicial. En canvi, si es realitza en l'extrem d'un cilindre, és a dir, a la intersecció de la cara lateral del cilindre amb la base, el que s'obté és una cara cònica i dues arestes circulars.

## Aplicacions

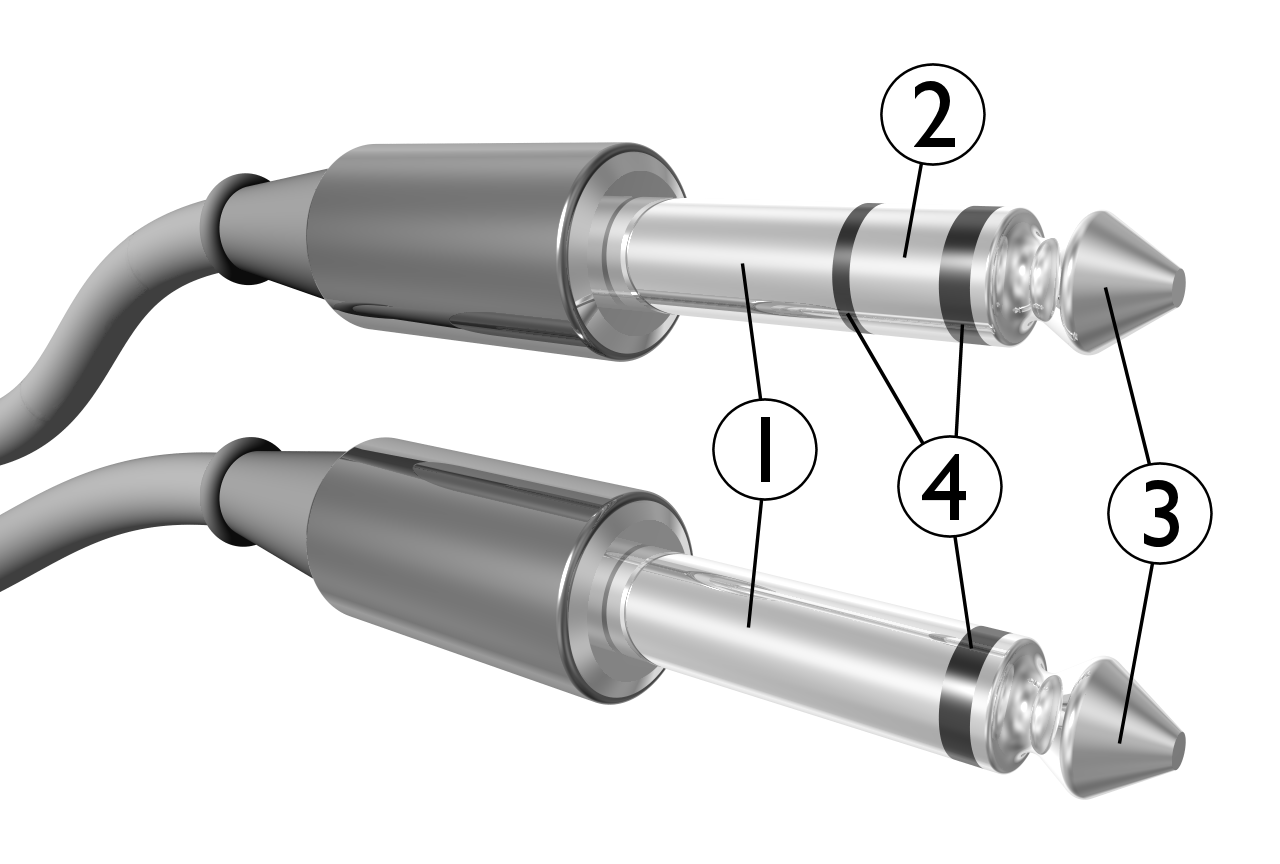
Connectors Jack amb xamfrà a l'extrem.

Passador elàstic ranurat amb xamfrà per a facilitar el muntatge.

La realització de xamfrans en peces té diversos propòsits, depenent de la destinació del producte. Per exemple:
- Faciliten l'entrada d'eixos en forats, fent més senzill el muntatge, tant si l'ajust és premsat com si hi ha folgança. Així, faciliten l'engranatge de rodes dentades a caixes de velocitats i el muntatge d'elements roscats o de rodaments.
- S'utilitzen en la preparació d'algunes unions soldades per augmentar la penetració del cordó de soldadura. Hi ha diversos tipus de xamfrans que es realitzen a les vores de les peces, que es realitzen depenent del disseny de la soldadura.[4]
- Al mateix temps que es realitza el xamfrà s'eliminen possibles rebaves resultants d'un tall previ o del procés de modelatge.
- Milloren l'estètica de les peces.
- Redueixen els riscos de talls en manipular les peces.[5]
- Permeten d'amagar caps de caragols de cap aixamfranat.

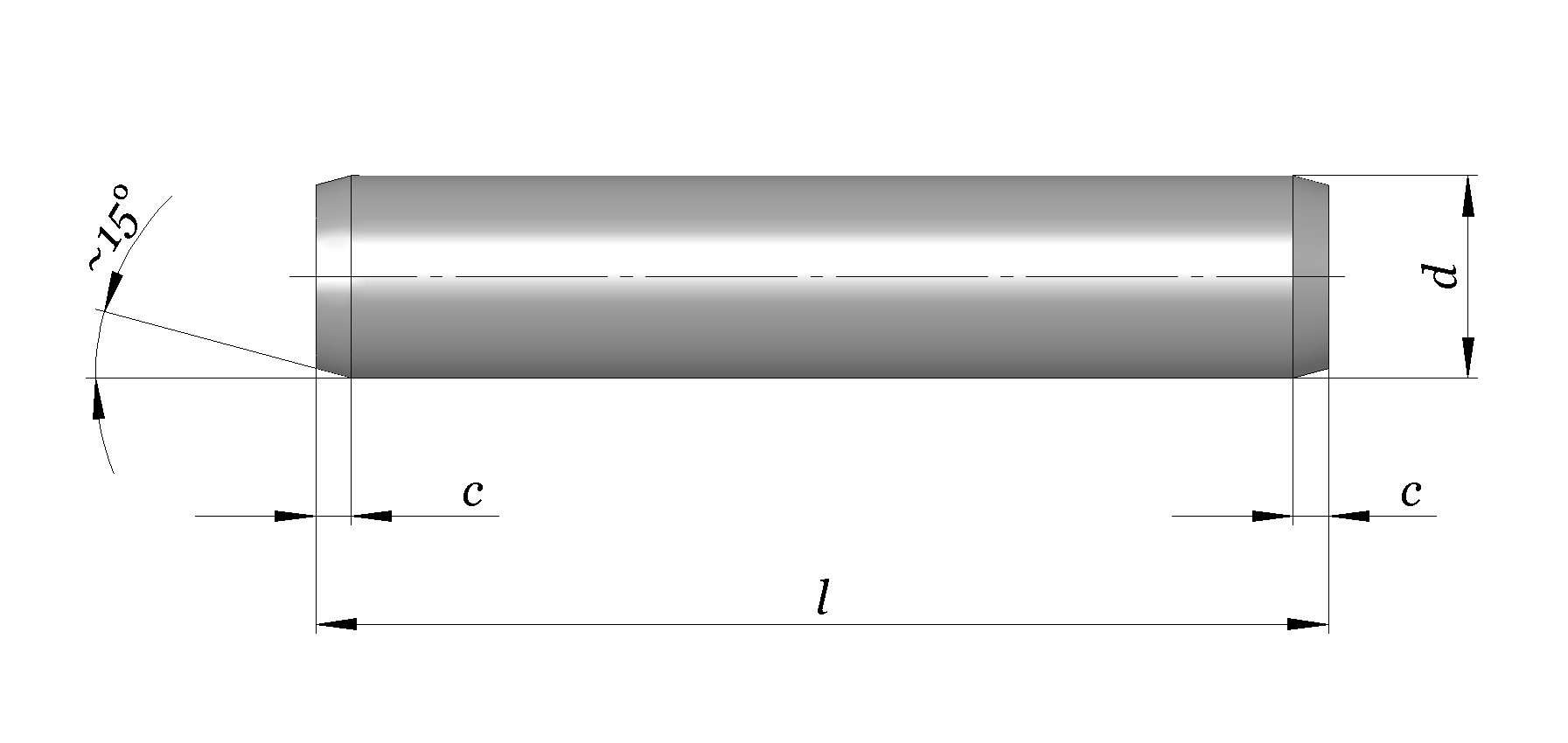
Pla d'un eix amb les cotes del xamfrà

Representació esquemàtica (esquerra) i simbòlica (dreta) d'una soldadura per testa amb preparació de vores en V.

## Acotació
Per a dimensionar un xamfrà en un pla es delimita l'angle de la cara inclinada i un dels catets. En peces de revolució s'acota la longitud del catet paral·lel a l'eix de simetria i, per la inclinació, es delimita, o bé l'angle entre una generatriu del con del xamfrà i l'eix, o bé l'angle entre dues generatrius oposades.
Per a xamfrans a 45° s'empra una notació simplificada a la cota del catet, per exemple «2x45º», la qual cosa permet prescindir de les línies de cota i auxiliars per a l'angle.
Per a la representació d'unions soldades les vores han estat prèviament aixamfranaments, s'utilitzen representacions simbòliques o s'utilitzen vistes ampliades per acotar el detall.